# UGC 1382

UGC 1382是一個低表面亮度的螺旋星系（LSB），位於鯨魚座，距離地球2億5000萬光年。
早先的觀測認為它是一個橢圓星系，但是結合可見光和星系演化探測器（GALEX）的紫外線、史匹哲太空望遠鏡的紅外線所取得的資料，確定這是一個螺旋星系。再加上甚大天線陣（無線電波）的觀測，確認這是一個體型巨大的星系。
低表面亮度星系的結構分為兩個部分：高表面亮度的星系盤和包圍在周圍，範圍廣大的低表面亮度氫（H I）。UGC 1382內盤的有效半徑大約3.8萬秒差距（12萬光年），而氫的半徑約為11萬秒差距（78萬光年）。
估計這個星系的恆星總質量是8 x 1010太陽質量，而該系統的巨大光環和暗物質至少是2 x 1012太陽質量。
UGC 1382處於較為孤立的區域，因此在這樣的特殊環境下，隨著時間的推移，基本上一直保持著不變。低表面亮度區域的增加，有可能是低表面亮度矮星系充滿了氣體.

## 註解
1. 1 2  . NASA/JPL.   [2016-07-17]. （原始内容存档于2020-08-08）.
2. 1 2  Hagen, Lea M. Z.; Seibert, Mark; Hagen, Alex. . arXiv:1607.02147 [astro-ph].   [2016-07-17]. （原始内容存档于2020-07-28）.

## 外部連結
- Giulia Bonelli. . ASI.it.   [14 July 2016]. （原始内容存档于2016-08-16）.
- . NASA/IPAC Extragalactic Database (NED).   [15 July 2016]. （原始内容存档于2019-02-18） （英语）.
- . SIMBAD.   [15 July 2016]. （原始内容存档于2021-01-28） （英语）.